# Дороті Раунд
Дороті Раунд (англ. Dorothy Round; 13 липня 1909, Дадлі, Вустершир, Англія — 12 листопада 1982, Кіддермінстер, Герефорд і Вустер, Англія) — колишня британська тенісистка.
Найвищу одиночну позицію світового рейтингу — 1 місце досягла 1934 року.
Перемагала на турнірах Великого шолома в одиночному та змішаному парному розрядах.

## Фінали турнірів Великого шолома

### Одиночний розряд: 4 (3–1)
| Результат | Рік  | Турнір                                 | Покриття | Суперниця           | Рахунок       |
| --------- | ---- | -------------------------------------- | -------- | ------------------- | ------------- |
| Поразка   | 1933 | Вімблдонський турнір                   | Трава    | Гелен Віллс         | 4–6, 8–6, 3–6 |
| Перемога  | 1934 | Вімблдонський турнір                   | Трава    | Гелен Джейкобс      | 6–2, 5–7, 6–3 |
| Перемога  | 1935 | Відкритий чемпіонат Австралії з тенісу | Трава    | Ненсі Лайл          | 1–6, 6–1, 6–3 |
| Перемога  | 1937 | Вімблдонський турнір                   | Трава    | Ядвіга Єнджейовська | 6–2, 2–6, 7–5 |

### Парний розряд:1 поразка
| Результат | Рік  | Турнір                           | Покриття | Партнерка      | Суперниці                                | Рахунок  |
| --------- | ---- | -------------------------------- | -------- | -------------- | ---------------------------------------- | -------- |
| Поразка   | 1931 | Відкритий чемпіонат США з тенісу | Трава    | Гелен Джейкобс | Бетті Натголл Ейлін Беннетт-Віттінґстолл | 2–6, 4–6 |

### Мікст:3 перемоги
| Результат | Рік  | Турнір               | Покриття | Партнерка  | Суперниці                        | Рахунок       |
| --------- | ---- | -------------------- | -------- | ---------- | -------------------------------- | ------------- |
| Перемога  | 1934 | Вімблдонський турнір | Трава    | Рюкі Мікі  | Дороті Шеферд Баррон Банні Остін | 3–6, 6–4, 6–0 |
| Перемога  | 1935 | Вімблдонський турнір | Трава    | Фред Перрі | Нелл Голл-Гопман Геррі Гопмен    | 7–5, 4–6, 6–2 |
| Перемога  | 1936 | Вімблдонський турнір | Трава    | Фред Перрі | Сара Палфрі-Кук Дон Бадж         | 7–9, 7–5, 6–4 |

## Часова шкала турнірів Великого шлему в одиночному розряді
| W | Ф | ПФ | ЧФ | #Р | КТ | К# | DNQ | A | NH |

| Турнір                                 | 1928  | 1929  | 1930  | 1931  | 1932  | 1933  | 1934  | 1935  | 1936  | 1937  | 1938  | 1939  | Career SR |
| -------------------------------------- | ----- | ----- | ----- | ----- | ----- | ----- | ----- | ----- | ----- | ----- | ----- | ----- | --------- |
| Відкритий чемпіонат Австралії з тенісу |       |       |       |       |       |       |       | П     |       |       |       |       | 1 / 1     |
| Відкритий чемпіонат Франції з тенісу   |       |       |       |       |       |       |       |       |       |       |       |       | 0 / 0     |
| Вімблдонський турнір                   | 1р    | 2р    | 3р    | ЧФ    | ЧФ    | Ф     | П     | ЧФ    | ЧФ    | П     |       | 4р    | 2 / 11    |
| Відкритий чемпіонат США з тенісу       |       |       |       | 3р    |       | ПФ    |       |       |       |       |       |       | 0 / 2     |
| SR                                     | 0 / 1 | 0 / 1 | 0 / 1 | 0 / 2 | 0 / 1 | 0 / 2 | 1 / 1 | 1 / 2 | 0 / 1 | 1 / 1 | 0 / 0 | 0 / 1 | 3 / 14    |